# Katameshi
Katemeshi là một loại thực phẩm cho nông dân được phổ biến ở Nhật Bản trong thời Meiji và Taishō (1867–1924). Trong thời kỳ này, một số người lao động và nông dân chủ yếu ăn cơm, trong khi những người giàu cũng tiêu thụ lượng gạo lớn hơn, do đó mà gạo đã trở thành loại thực phẩm tương đối đắt so với thu nhập của một số người lao động. Các thành phần điển hình trong Katemeshi bao gồm gạo, lúa mạch, kê, và củ cải băm nhỏ (một loại củ cải mùa đông). Các biến thể của món ăn dựa trên sự sẵn có của các loại thực phẩm theo vùng và theo mùa ở các khu vực khác nhau của Nhật Bản.

## Lịch sử
Katemeshi là một món cơm, là thức ăn chủ yếu của nông dân và là thực phẩm thiết yếu trước đây trong ẩm thực Nhật Bản, được phổ biến trong hai thời kỳ Minh Trị và Đại Chính. Trong thời kỳ này, gạo là thực phẩm đắt đỏ đối với người lao động, do vậy mà một số người chủ cho người làm của họ ăn katemeshi, trong khi họ ăn gạo trắng cùng chén đĩa riêng. Một số nông dân ở nông thôn Nhật Bản cũng ăn katemeshi, trong khi các thương gia và các samurai (trước đây) sống ở các đô thị thì tiêu thụ lượng gạo lớn hơn.

## Chuẩn bị món ăn
Các thành phần điển hình trong việc chuẩn bị katemeshi là gạo, lúa mạch, hạt kê, rễ và lá củ cải daikon cắt nhỏ, và các loại rau xanh khác. Việc sử dụng daikon trong món ăn đã rất phổ biến. Các thành phần bổ sung khác nhau cũng được sử dụng tùy thuộc vào loại thực phẩm sẵn có từ các khu vực khác nhau. Ở quận Mie, lá khoai tây đã được sử dụng cùng với daikon.  Ở miền Đông nước Nhật, khoai tây trắng được sử dụng như một thành phần trong katemeshi, còn ở miền Tây họ dùng khoai lang. Các loại rong biển ăn được như hijiki và wakame cũng được sử dụng làm nguyên liệu ở các vùng ven biển.
Đậu phụ và okara - là một sản phẩm phụ còn sót lại từ quá trình sản xuất đậu phụ - đôi khi được sử dụng để làm katemeshi . Các thành phần khác được sử dụng trong món ăn ở các khu vực khác nhau của Nhật Bản, thông thường là lúa mì, cà rốt, củ cải, ngưu bàng, khoai môn, bí ngô, đậu nành, nấm, đậu tây và đậu adzuki, cùng những loại khác.